# 단자부로 너구리

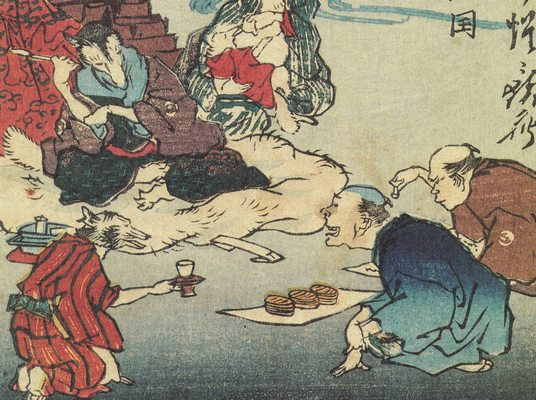
카와나베 쿄사이의 『광제백도』에 실린 「사도국 단자 너구리」. 단자부로 너구리(왼쪽)가 인간 상인을 상대로 노름을 한다.

단자부로 너구리(일본어: 団三郎狸 단자부로다누키[*])는 니가타현 사도군 아이카와정(현재의 사도시)에 전해지는 둔갑너구리다. 사도섬에서는 너구리를 방언으로 무지나라고도 부르기 때문에, 단자부로 무지니(일본어: 団三郎狢 단자부로무지나[*])라고도 한다. 아와지섬의 시바에몬 너구리, 가가와현의 타사부로 너구리와 함께 일본 3대 너구리로 꼽힌다.